# Магнус Ладулос
Ма́гнус I Ла́дулос (он же Магнус Амбарный Замо́к) (швед. Magnus Ladulås; 1240—18 декабря 1290) — король (конунг) Швеции с 1275 года, второй сын Ярла Биргера.

## Биография
14-15 июня 1275 года Магнус и его брат Эрик одержали победу при Хове в лесу Тиведен (Вестергётланд) над своим братом — королём Вальдемаром. В октябре того же года Магнус был избран конунгом Швеции у священного камня Мурастен на лугу Мура близ Уппсалы. 24 мая 1276 года, после получения разрешения от церкви состоялась его коронация. Вальдемар, продолжавший борьбу против Магнуса до 1277 года, в итоге примирился с братом (мир в Лахольме), отрёкся от престола и получил во владение часть Гёталанда. 11 ноября 1276 года Магнус женился на Хельвиг, дочери гольштейнского графа. Был посредником в борьбе Дании с Норвегией и Норвегии с Любеком; провозгласил земский мир.

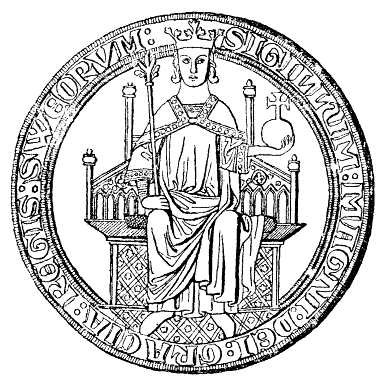
Печать Магнуса Ладулоса

Магнус держал свой двор то на острове Висингсё, то на острове Альснё, на озере Меларен, где был построен королевский замок в готическом стиле. Именно в этой резиденции был создан так называемый Устав Альснё (1280), закрепивший разделение населения королевства на свободных (frälse) и несвободных (ofrälse). К первым, сформировавшим рыцарство, относились служилые люди короля и часть родовой знати. Они были обязаны нести конную воинскую службу, являясь на военные смотры в полном вооружении и со своей воинской единицей, за что освобождались от несения регулярного тягла в пользу короны. К ofrälse, нёсшим тягловые повинности, относились бонды, бюргеры и вольные рудокопы. Прозвище Магнуса (Ladulås — «амбарный замо́к»), вероятно, происходит от закона, освобождающего крестьянство от обязанности обеспечивать продовольствием путешествующую знать и высшее духовенство (повинность постоя — гестинг). Этот закон привёл к конфликту Магнуса с местным епископом Бринольфом Альготссоном, который был вынужден оставить свою епископскую кафедру и выехать из Швеции. Другая теория происхождения прозвища связана с возможным искажением его второго имени, Ладислаус (Владислав).
Магнус умер в замке Висингсё и похоронен в отстроенном им францисканском монастыре (теперь — церковь Риддархольмена, Стокгольм). Торжественное погребение состоялось летом 1293 года. Раскопки начала XX века показали, что король был похоронен в старой алтарной части. При вскрытии гробницы была выявлена патологическая деформация конечностей, вызванная сильным лёгочным или сердечным заболеванием.